# Камру Тауншип (округ Беркс, Пенсільванія)
Камру Тауншип (англ. Cumru Township) — селище (англ. township) в США, в окрузі Беркс штату Пенсільванія. Населення — 15 619 осіб (2020).

## Демографія
Згідно з переписом 2010 року, у селищі мешкало 15 147 осіб у 6654 домогосподарствах у складі 4140 родин. Було 7080 помешкань
Расовий склад населення:
| - 90,8 % — білих - 3,4 % — чорних або афроамериканців - 1,8 % — азіатів - 0,1 % — корінних американців - 2,1 % — осіб інших рас |

До двох чи більше рас належало 1,8 %. Частка іспаномовних становила 6,5 % від усіх жителів.
За віковим діапазоном населення розподілялося таким чином: 18,7 % — особи молодші 18 років, 61,1 % — особи у віці 18—64 років, 20,2 % — особи у віці 65 років та старші. Медіана віку мешканця становила 45,5 року. На 100 осіб жіночої статі у селищі припадало 93,0 чоловіків;  на 100 жінок у віці від 18 років та старших — 90,1 чоловіків також старших 18 років.
Середній дохід на одне домашнє господарство  становив 80 729 доларів США (медіана — 61 108), а середній дохід на одну сім'ю — 99 718 доларів (медіана — 77 264). Медіана доходів становила 51 993 долари для чоловіків та 45 661 долар для жінок. За межею бідності перебувало 6,8 % осіб, у тому числі 5,9 % дітей у віці до 18 років та 7,2 % осіб у віці 65 років та старших.
Цивільне працевлаштоване населення становило 7871 особа. Основні галузі зайнятості: освіта, охорона здоров'я та соціальна допомога — 29,0 %, виробництво — 15,2 %, роздрібна торгівля — 10,7 %, науковці, спеціалісти, менеджери — 9,3 %.